# Z-2 Georg Thiele
Z-2 Georg Thiele — німецький ескадрений міноносець названий на честь корветтен-капітана Георга Тіле, командира 7-ї напівфлотилії міноносців, який загинув 17 жовтня 1914 року на міноносці «S-119», потоплений британським крейсером «Андаунтед».

## Історія та характеристики
Замовлений 7 липня 1934 року. Закладено 25 жовтня 1934 року на верфі фірми «Deutsche Werke AG» в Кілі. Спущений на воду 18 серпня 1935 року, 27 лютого 1937 року став у стрій флоту. Увійшов до складу 1-го дивізіону ескадрених міноносців кригсмарине. Станом на вересень 1939 року бортовий № 13.
Водотоннажність 2232 т — стандартна, 3156 т — повна; довжина 119 м — найбільша, 114 м — між перпендикулярами; ширина 11,36 м — найбільша; посадка 3,82 м — нормальна, 4,23 м — при повному навантаженні.
Артилерія 5 × 1 — 127-мм АУ SK C / 34 (боєзапас — 120 пострілів на гармату); зенітна артилерія = 2 × 2 — 37-мм, 6 × 1 — 20-мм FlaK 30. Мінно-торпедне озброєння = 2 чотирьохтрубні 533-мм ТА, до 60 мін загородження.
У квітні 1938 року здійснив плавання до Норвегії із заходом в Ульсвік.
19 серпня 1938 року брав участь у флотському огляді за участю рейхсканцлера Гітлера і регента Угорщини адмірала Хорті.
26 жовтня 1938 увійшов до складу 1-ї флотилії ескадрених міноносців кригсмарине.
З 18 квітня по 15 травня 1939 року робив плавання до узбережжя Іспанії і Марокко, після чого брав участь в окупації Мемеля (травень 1939).
З початком Другої світової війни брав участь в Польській кампанії.
З жовтня 1939 року по лютий 1940 року діяв в Північному морі і Балтійських протоках.
З лютого до квітня 1940 року проходив ремонт.
У квітні брав участь в операції «Везеребюнг», входячи до складу Нарвікськой групи. 10 квітня 1940 року брав участь в першому бою у Нарвіка, пошкоджений британськими есмінцями 2-ї флотилії в Уфут-фіорді — 13 загиблих.

## Командири коробля
| Ім'я та звання                          | Час служби                      |
| --------------------------------------- | ------------------------------- |
| Фрегаттен-капітан Фрідріх Ганс Гартман  | 27 лютого 1937 — 7 серпня 1938  |
| Фрегаттен-капітан Рудольф фон Пуфендорф | 8 серпня 1938 — 27 жовтня 1938  |
| Корветтен-капітан Макс Екарт Вольф      | 30 жовтня 1938 — 13 квітня 1940 |